# Constante d'acidité
 (août 2024).
Si vous disposez d'ouvrages ou d'articles de référence ou si vous connaissez des sites web de qualité traitant du thème abordé ici, merci de compléter l'article en donnant les références utiles à sa vérifiabilité et en les liant à la section « Notes et références ».

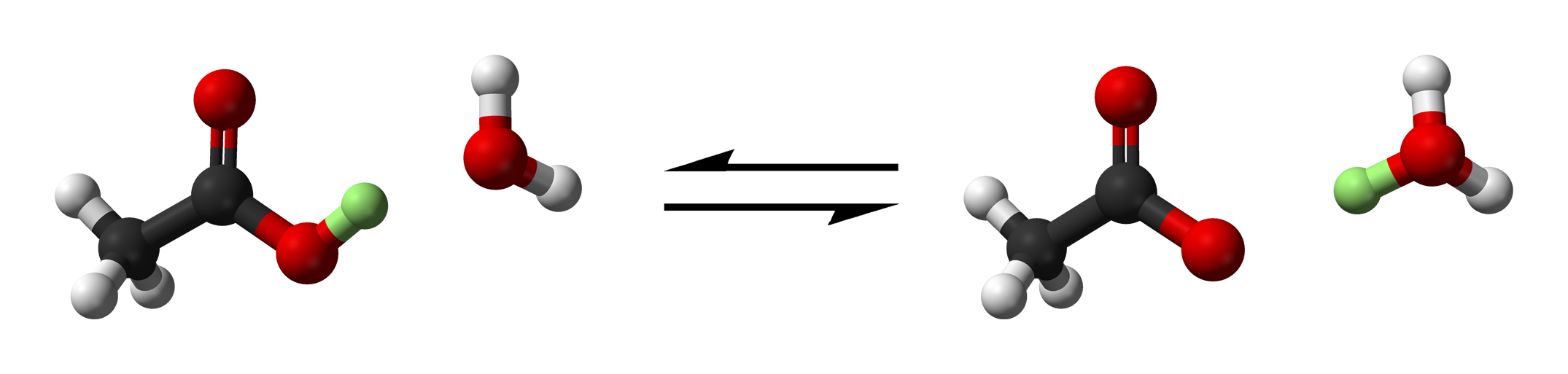
L'acide acétique, un acide faible, donne un proton (ion hydrogène, ici surcoloré en vert) à l'eau dans une réaction d'équilibre donnant l'ion acétate et l'ion hydronium (code couleur : rouge=oxygène, noir=carbone, blanc=hydrogène).

En chimie, une constante d'acidité ou constante de dissociation acide, Ka, est une mesure quantitative de la force d'un acide en solution. C'est la constante d'équilibre de la réaction de dissociation d'une espèce acide dans le cadre des réactions acido-basiques. Plus cette constante Ka est élevée, plus la dissociation des molécules en solution est grande, et donc plus fort est l'acide.
L'équilibre chimique de la dissociation acide peut être écrit de façon symbolique {\displaystyle {\rm {AH\rightleftharpoons A^{-}+H^{+}}}} où AH est un acide générique se dissociant en A−, appelée sa base conjuguée, et en ion hydrogène H+, communément appelé « proton », qui, si la réaction s'effectue en solution aqueuse n'existe que sous la forme d'ion hydronium, H3O+, ou en d'autres termes un proton solvaté.
Dans l'exemple donné dans la figure, « A » est le radical acétate CH3COO, et donc AH est l'acide acétique, CH3COOH, et A− sa base conjuguée, l'ion acétate CH3COO−.
Les espèces chimiques AH, A− et H+ sont dites en équilibre si leurs concentrations ne varient pas en fonction du temps. La constante d'équilibre est habituellement écrite en termes de quotient de concentrations des différentes espèces à l'équilibre (en mol/L), notées [AH], [A−] et [H+].
Cette constante dépend donc de l'espèce concernée (A), mais aussi du solvant et de la température. Du fait des fortes variations de Ka (plusieurs ordres de grandeur), on utilise couramment une échelle logarithmique. Cette constante logarithmique, notée pKa = {\displaystyle -\log _{10}K_{\text{a}}}, est souvent (mais improprement) appelée « constante d'acidité ». Pour l'acide acétique comme exemple, Ka = 1,8 × 10−5, alors pKa = 4,74. Les acides plus faibles ont des valeurs de Ka inférieures et des valeurs de pKa supérieures.
Du fait de l'échelle logarithmique inversée, plus cette constante pKa est élevée, plus la dissociation de l'espèce acide à pH donné (voir l'équation de Henderson-Hasselbalch qui donne une relation entre le pH et le pKa) est faible, et donc plus l'acide est faible. Un acide faible a un pKa variant entre −1,74 à 25 °C et approximativement 12 dans l'eau. Les acides avec un pKa de valeur inférieure à −1,74 à 25 °C (pKa du cation hydronium H3O+) sont appelés acides forts et se dissocient presque intégralement dans les solutions aqueuses, et donc la concentration de l'espèce acide non dissociée devient indétectable. Les pKa des acides forts en solutions aqueuses sont estimés de façon théorique, ou par extrapolation de mesures dans des solutions non-aqueuses, dans lesquelles la constante de dissociation est plus faible, par exemple dans l'acétonitrile ou le diméthylsulfoxyde (DMSO).

## Constante de basicité
La base conjuguée A− peut réagir à son tour (dans l'eau) selon {\displaystyle \mathrm {A^{-}+H_{2}O\rightleftharpoons HA+HO^{-}} }. Pour cet équilibre, la constante de basicité {\displaystyle K_{\text{b}}={\rm {\frac {[HA][HO^{-}]}{[A^{-}]}}}} et pKb = {\displaystyle -\log _{10}K_{\text{b}}}.
Les deux constantes Ka et Kb sont reliées par KaKb = [H+][HO−] = Ke = 1,0 × 10−14, la constante de dissociation ou le produit ionique de l'eau. Sous forme logarithmique inversée, pKa + pKb = pKe = 14. Pour l'acide acétique comme exemple, pKa = 4,74 et donc pour l'ion acétate, pKb = 14 – 4,74 = 9,26.

## Affinité protonique
Le pKa dépend énormément du solvant dans lequel il est mesuré. Ce n'est pas le cas de l'affinité protonique qui mesure une constante d'acidité en phase gazeuse, donc sans solvant.